# Дзукия
Дзукия (Дайнава) (лит. Dzūkija, лит. Dainava) — исторический регион на юге и юго-востоке Литвы в среднем течении реки Неман. Назван в XIX веке от особенности произношения «дзуканья» (дзеканья) местных жителей. Дзукию отличает от других регионов Литвы повышенная лесистость, а также высокий процент славянского (польского, белорусского, русского) населения.

## История
В XIII веке примерно на этом месте была земля Дайновского княжества, позднее она была включена в состав Тракайского воеводства, это название сохранилось в названии исторического региона Южной Литвы (лит. Dainava) и в названии крупнейшего лесного массива юга Литвы — пущи Дайнава. Название Дзукия, возникшее в литовской литературе XIX века, произошло от своеобразного дзукийского говора — «дзуканья», вызванного, очевидно, польско-белорусским влиянием.
Дзукия — самый лесистый и самый бедный на урожаи регион Литвы. Лес являлся основным источником пропитания для большинства жителей региона. Раньше зимой люди рубили деревья, тесали брёвна, делали шпалы, сплавляли плоты, производили предметы домашнего обихода, весной рыбачили, летом собирали ягоды, лекарственные травы, охотились, продавали сушёные грибы купцам из дальних российских губерний.
Однако, в течение первой половины XX века, Дзукия воспринималась скорее как субрегион Сувалкии. После установления в 1940 г. современной границы между Литвой и Белорусской Советской Социалистической Республикой, данный регион оказался разделён между ними. 
В современном этнографическом контексте Дзукию-Дайнаву всё ещё описывают как регион с густыми лесами и неблагоприятными для сельского хозяйства песчаными почвами. Это объясняет отличия в уровне жизни местных жителей - более скромные дома и усадьбы, по сравнению с другими районами Литвы, а также более традиционный образ жизни, который сохраняется в течение многих веков.

## Экономика и хозяйство
Дзукия, расположенная на юго-востоке Литвы, привлекает все большее внимание в качестве туристического направления благодаря своему богатому этнографическому наследию и многообразию этнических групп, которые здесь проживают. В последние десятилетия концепция брендинга и экспозиции этого региона стала более активной, что способствует его привлекательности для посетителей в конце ХХ и начале XXI веков. В Дзукии дольше всего сохранялись такие традиционные орудия труда, как: серп, деревянная борона, соха и иные, архаичные способы рыбной ловли, пчеловодства, лесные промыслы.

## Культура и обычаи
В Дзукии сохраняется древняя традиция празднования календарных праздников с торжественными обрядами, сопровождающими сельскохозяйственные работы. Здесь уникально долго сохранялись древние обычаи, включая свадебные и похоронные ритуалы. Особенно отличительным является сохранение традиционной одежды на протяжении длительного времени, а также разнообразие и богатство национальных поясов.
Кулинарное наследие Дзукии включает пироги из гречневой муки, такие как бабки, и особенный вид хлеба, называемый "шалтаносяй", который пекли с начинкой из конопли или мака из картофельной или гречневой муки. Также здесь сохраняется традиционное пчеловодство с разведением пчёл в дуплах сосен.
Типичная застройка деревень в Дзукии, аналогичная застройке в западной Беларуси и восточной Литве, способствовала сохранению крестьянской общинности, включая общественные мероприятия, такие как трудовые помочи, вечёрки, и традиционные обряды, такие как пасхальный волочёбный обряд («лалавимас») и посещение общей деревенской бани.

## Дзукия в искусстве
- Картина «Деревушка в Дзукии» (1906 год) Антанаса Жмуйдзинавичюса